# Classe ATC L04
La classe ATC L04, dénommée « Immunosuppresseurs », est un sous-groupe thérapeutique de la classification anatomique, thérapeutique et chimique, développée par l'OMS pour classer les médicaments et autres produits médicaux. La classe ATC vétérinaire correspondante dans la classification ATCvet est QL04. Le sous-groupe présenté ici est celui établi par l'OMS, et peut donc différer des versions dérivées utilisées dans certains pays. Il fait partie du groupe anatomique L de la classification, intitulé « Antinéoplasiques et agents immunomodulants ».

## L04A Immunosuppresseurs

### L04AA Immunosuppresseurs sélectifs
L04AA02 Muromonab-CD3 (en)
L04AA03 Immunoglobuline anti-lymphocytes
L04AA04 Immunoglobuline anti-thymocytes
L04AA06 Acide mycophénolique
L04AA10 Sirolimus
L04AA13 Léflunomide
L04AA15 Aléfacept (en)
L04AA18 Évérolimus
L04AA19 Guspérimus (en)
L04AA21 Efalizumab
L04AA22 Abétimus (en)
L04AA23 Natalizumab
L04AA24 Abatacept
L04AA25 Éculizumab
L04AA26 Bélimumab
L04AA27 Fingolimod
L04AA28 Bélatacept
L04AA29 Tofacitinib
L04AA31 Tériflunomide
L04AA32 Aprémilast
L04AA33 Védolizumab
L04AA34 Alemtuzumab
L04AA35 Bégélomab
L04AA36 Ocrélizumab
L04AA37 Baricitinib

### L04AB Inhibiteurs du Facteur-alpha Nécrosant des Tumeurs (TNF-alpha)
L04AB01 Étanercept
L04AB02 Infliximab
L04AB03 Afélimomab (en)
L04AB04 Adalimumab
L04AB05 Certolizumab pegol
L04AB06 Golimumab

### L04AC Inhibiteurs de l'interleukine
L04AC01 Daclizumab
L04AC02 Basiliximab
L04AC03 Anakinra
L04AC04 Rilonacept
L04AC05 Ustékinumab
L04AC07 Tocilizumab
L04AC08 Canakinumab
L04AC09 Briakinumab
L04AC10 Sécukinumab
L04AC11 Siltuximab
L04AC12 Brodalumab
L04AC13 Ixékizumab
L04AC14 Sarilumab
L04AC15 Sirukumab
L04AC16 Guselkumab

### L04AD Inhibiteurs de la calcineurine
L04AD01 Ciclosporine
L04AD02 Tacrolimus
L04AD03 Voclosporine

### L04AX Autres immunosuppresseurs
L04AX01 Azathioprine
L04AX02 Thalidomide
L04AX03 Méthotrexate
L04AX04 Lénalidomide
L04AX05 Pirfénidone
L04AX06 Pomalidomide (en)
L04AX07 Dimethyl fumarate